# Anthoxanthum repens
Anthoxanthum repens — вид квіткових рослин із родини злакових.

## Біоморфологічна характеристика
Багаторічник. Формує горбки. Кореневища видовжені. Стеблини 20–80 см, їх основи вкриті сірими мертвими листовими піхвами. Язичок 2–3.5 мм завдовжки. Листові пластини шириною 7–9(15) мм, ароматичні. Суцвіття — відкрита яйцеподібна 6.5–10 см завдовжки волоть, що містить 120—160(200) плідних колосків. Колосочки поодинокі, еліптичні, стиснуті збоку, 3.4–4.2 мм завдовжки, містять 2 базальні стерильні квіточки й 1 родючу квіточку. Колоскові луски схожі, блискучі, яйцюваті, 1-кілеві, верхівка гостра; нижня 3.4–4.2 мм завдовжки; верхня 3.4–4.7 мм завдовжки, 1.2–1.4 довжина суміжної фертильної леми. Період цвітіння: квітень — червень.

## Середовищне проживання
Зростає від центральної Європи до південно-західного Сибіру (Австрія, Білорусь, Болгарія, Латвія, Чехія, Словаччина, Росія (євр. + аз.), Угорщина, Казахстан, Румунія, Україна).
Населяє трав'янисті місцевості, степи, узлісся, а також краї доріжок на пісках.
В Україні вид росте на сухих луках, степових схилах, пісках, у чагарникових заростях, іноді як бур'ян у посівах — майже по всій території, але частіше у степових та лісостепових районах; відсутній у Криму, Карпатах та Закарпатті.

## Галерея

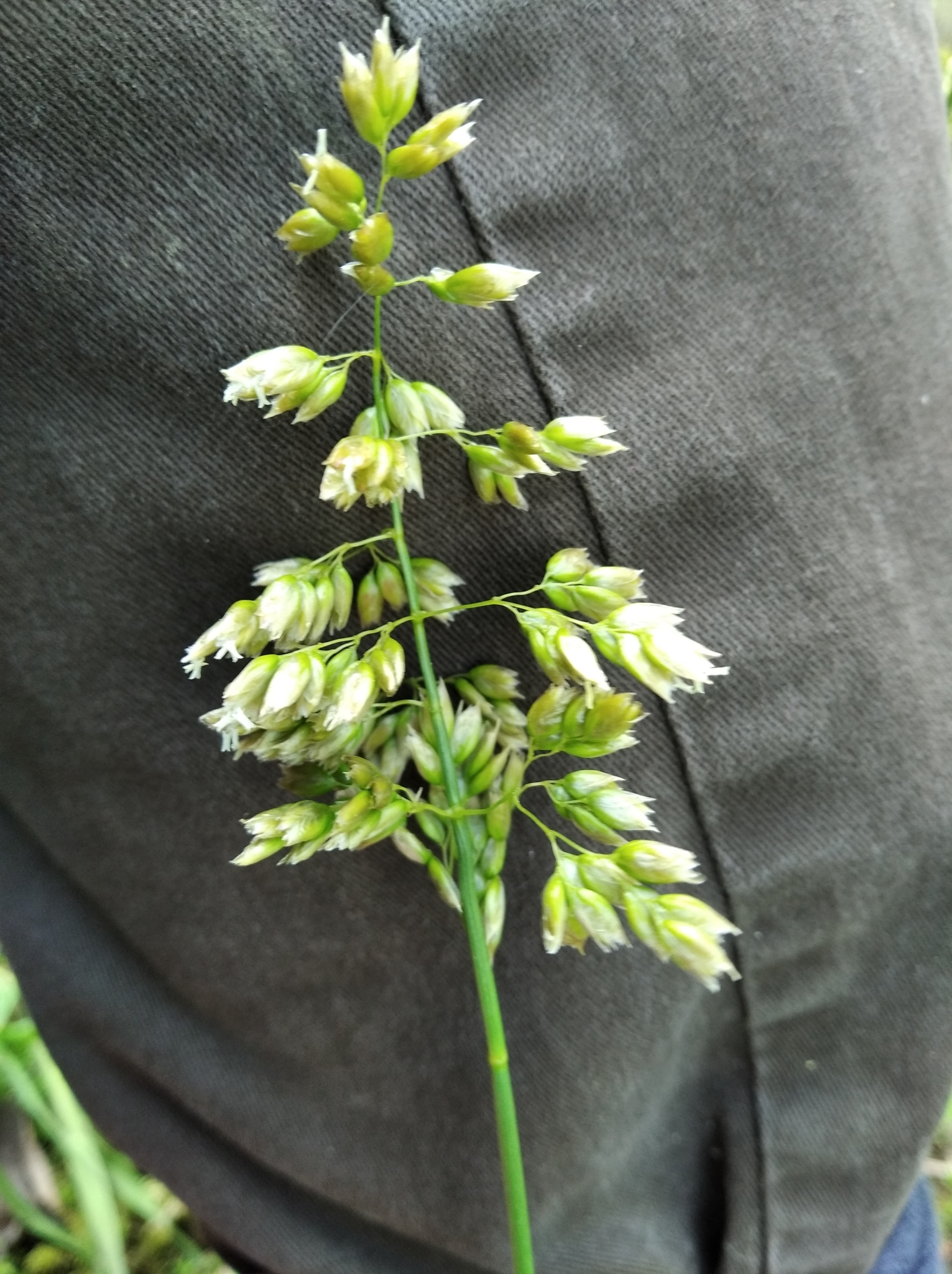
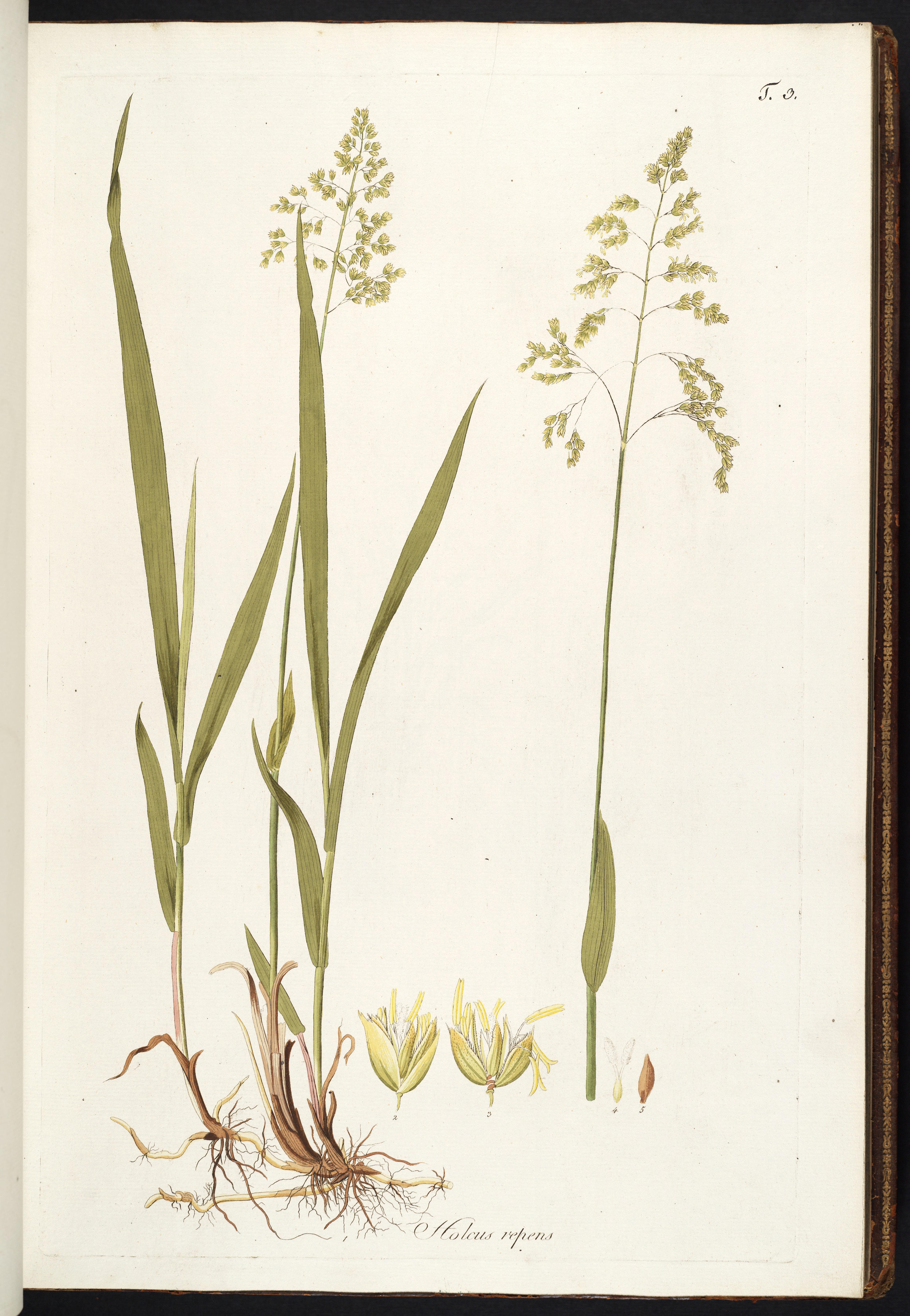